# Olomouc
Olomouc (njem.: Olmütz; moravski (i Haná dijalekt): Olomóc ili Holomóc) grad je u Češkoj Republici, u Moravskoj regiji. Nalazi se na rijeci Moravi. Grad je biskupijsko središte, a u prošlosti je bio glavno središte Moravske. Na grbu Olomouca nalazi se moravski orao, sa slovima SPQO, koja znače Senatus Populusque Olomuciensis (latinski: Senat i narod Olomouca). Time grb asocira na rimski naslov Senatus Populusque Romanus jer želi naglasiti da i dalje želi biti glavni centar Moravske.
Danas je u gradu značajna prehrambena industrija (čokolada, bomboni) i proizvodnja strojeva.

## Povijest
Grad je osnovan na mjestu rimske naseobine Mons Julii iz vremena rata protiv Markomana, te je bio glavni centar Velikomoravske Kneževine od 9. stoljeća. God. 1063. dobio je biskupiju, a 1777. nadbiskupiju. God. 1306. ovdje je ubijen posljednji moravski knez dinastije Přemyslović, Vaclav III., na svom putu prema Poljskoj gdje se planirao sukobiti s Vladislavom I. za poljsku krunu.
God. 1469. u Olomoucu je hrvatsko-ugarski kralj Matija Korvin okrunjen za kralja Češke. Grad je razoren 1640. godine, tijekom tridesetogodišnjeg rata, a okupirali su ga Šveđani na 8 godina, te je tada izgubio status glavnog centra Moravske koji je preseljen u Brno. Marija Terezija Austrijska ga je utvrdila tijekom rata Austrije protiv Fridrika Velikog, pruskog kralja, koji je bezuspješno opsjedao Olomouc sedam tjedana 1758. godine. God. 1848. u Olomoucu je abdicirao Ferdinand I. Austrijski, a 1850. godine bio je poprištem pomirbene konferencije njemačkih zemalja, tzv. "Olmütz pojašnjenja", kojom je obnovljena Njemačka konfederacija, a Pruska se povinovala Austriji.
Na grad je snažno utjecala Austrija, a osobito grad Salzburg, te je stanovništvo grada početkom 20. stoljeća činilo dvije trećine Nijemaca. Gradsko vijeće je zadržalo gradske zidine sve do konca 19. stoljeća pod uzgovorom da im je draže imati mali, ali njemački grad, nego veliki češki. Česi su prevladali tek između dva svjetska rata, kada je Olomouc postao dijelom Čehoslovačke. Od tada je započelo razdoblje netrpeljivosti Nijemaca i Čeha u Olomoucu. Tijekom njemačke okupacije, tijekom Drugog svjetskog rata, njemačke gradske vlasti su čak glavnom trgu dali ime Adolf Hitler, no nakon rata gotovo sve njemačko stanovništvo je protjerano.
Tijekom čehoslovačke komunističke vlasti grad je bio zapušten, i premda ima drugo najveće povijesno središte u Češkoj, poslije Praga, još uvijek nije općepoznato turističko odredište.

## Znamenitosti
Najznačajniji spomenik u gradu je 35 metara visok barokni kužni pil Presvetog Trojstva iz 18. st. (1716. – 1754.) koji je upisan na popis svjetske baštine UNESCO-a. Stup je izraz katoličke zahvalnosti za spas od kuge, ali i lokalnog patriotizma jer su svi majstori i umjetnici koji su ga stvarali, bili iz Olomouca, ali i prikazani sveci na stupu su bili povezani s gradom. Osim pozlaćenog Svetog Trojstva i arkanđela Gabrijela na vrhu, ispod su prikazani sveci povezani s Isusovim životom (sv. Ana, sv. Joakim, sv. Josip i sv. Ivan Krstitelj), potom tri teološke vrline (nada, vjera i ljubav), te moravski sveci sv. Ćiril i Metod koji su u 9. st. širili kršćanstvo, sv. Blaž, sv. Vojtjeh Praški i sv. Ivan Nepomuk, dok su pri dnu sveci zaštitinici - austrijski zaštitnik sv. Mavro i češki zaštitnik sv. Vjenceslav, te sv. Florijan, sv. Ivan Kapistran, sv. Antun Padovanski, sv. Alojzije Gonzaga i sv. Ivan Sarkander.
Značajna je romanička katedrala sv. Vaclava iz 12. st. koja je u 19. st. preuređena u neogotičkom stilu, crkve sv. Mauricija i sv. Mihovila, te gotička vijećnica iz 15. st. s kapelom i 76 metara visokim tornjem s astronomskim satom.  U gradu postoji i šest originalnih baroknih fontana s rimskim motivima; pet posvećenih rimskim bogovima (Jupiter, Merkur, Triton, Neptun i Herkul, dok je šesta posvećena mitskom osnivaču grada, Juliju Cezaru).
Sveučilište u Olomoucu je osnovano 1573. godine kao najstarije u Moravskoj i drugo u Češkoj, no zatvoreno je 1860. godine, i otvoreno tek 1946. kao Sveučilište Palacký koji danas pohađa više od 25.200 studenata, što ga čini gradom s najviše studenata po broju stanovnika u Srednjoj Europi. Njegove prostorije zauzimaju dvije trećine građevina nacionalne baštine, uključujući Oružarnicu i Umjetničku akademiju.
- Gradska vijećnica (15. st.) s astronomskim satom
- Katedrala sv. Vaclava
- Nadbiskupski muzej (Arcidiecézní muzeum)
- Jupiterova fontana (Jupiterova kašna)

## Šport
U gradu od 1953. godine djeluje ženski odbojkaški klub SK UP Olomouc, osvajač četiriju prvenstva i triju kupova. Svoje utakmice igra u dvorani sveučilišta.

## Gradovi prijatelji
Olomouc je zbratimljen sa sljedećim gradovima:
| - Nördlingen, Njemačka - Antony, Hauts-de-Seine, Francuska - Volzhsky, Rusija | - Pečuh, Mađarska - Owensboro, SAD - Subotica, Srbija | - Luzern, Švicarska - Tampere, Finska - Veenendaal, Nizozemska |

## Vanjske poveznice
- Općinske stranice
- Olomouc  Arhivirana inačica izvorne stranice od 3. lipnja 2009. (Wayback Machine)
- Horní náměstí (web-kamera)
- Olomouc-travel.cz  Arhivirana inačica izvorne stranice od 21. svibnja 2007. (Wayback Machine)